# Karabin EM-2
Enfield Model (Experimental Model) – brytyjski karabin automatyczny skonstruowany pod koniec lat czterdziestych.

## Historia konstrukcji
W czasie drugiej wojny światowej przepisowym karabinem armii brytyjskiej był karabin powtarzalny Lee-Enfield. Był to jeden z najlepszych karabinów powtarzalnych, ale nie mógł dorównać coraz powszechniej używanym karabinom samopowtarzalnym.
W 1944 pracujący w Enfield Dieudonne Saive zbudował prototyp swojego karabinu samopowtarzalnego SLEM. Broń ta wzbudziła spore zainteresowanie armii brytyjskiej, czego efektem było wyprodukowanie serii prototypowej karabinów oznaczonych jako EXP-1, ale zakończenie wojny sprawiło, że z seryjnej produkcji tego karabinu zrezygnowano. Głównym powodem rezygnacji z dalszego rozwoju EXP-1 było powołanie w 1945 dwóch zespołów, które miały skonstruować nowy karabin dla armii brytyjskiej.
Pierwszy zespół, kierowany przez Stanleya Thorpe'a. skonstruował karabin EM-1. Była to konstrukcja w układzie bullpup, o zasadzie działania zapożyczonej z niemieckiego, eksperymentalnego karabinu StG45 (odrzut zamka półswobodnego hamowanego rolkami). Karabin EM-1 miał mieć komorę zamkową i większość części tłoczonych w celu obniżenia kosztów produkcji. Poza wersją kalibru .280 powstały także wersje kalibru 7,92 × 33 mm Kurz (skonstruowana przez inż. Romana Korsaka) i 7,92 × 57 mm (skonstruowana przez kpt. inż. Kazimierza Januszewskiego). Prace nad karabinem EM-1 przerwano z powodu trudności z wykonaniem wytłoczek komory zamkowej.
Konkurencyjny zespół kierowany przez kpt. inż. Kazimierza Januszewskiego (używającego nazwiska Stefan Keneth Johnson) skonstruował karabin EM-2. Podobnie jak EM-1, był to karabin zbudowany w układzie bullpup, ale zasada działania automatyki była oparta na odprowadzaniu gazów prochowych przez boczny otwór w lufie. EM-2, podobnie jak EM-1, miał strzelać amunicją kalibru .280.
Prace nad EM-2 zakończyły się pod koniec 1948 i w roku następnym rozpoczęto testy nowej konstrukcji. Następne próby odbyły się w marcu 1950 w USA, gdzie okazał się znacznie lepszy od używanego przez armię amerykańską karabinu samopowtarzalnego M1 Garand.
W 1951 armia brytyjska przyjęła EM-2 do uzbrojenia jako Rifle, Automatic, No. 9 Mk 1 (amunicję standaryzowano jako .280 Mk1Z). Mimo przyjęcia karabinu do uzbrojenia, nie rozpoczęto jednak jego produkcji. Przyczyną były prace nad standaryzacją broni w ramach NATO. Pamiętając o problemach, jakie stwarzało używanie różnych naboi przez aliantów w czasie drugiej wojny światowej, postanowiono przyjąć do uzbrojenia wszystkich państw paktu jeden nabój karabinowy, a Amerykanie proponowali także standaryzację karabinu. W efekcie podjęto decyzję o nieprzyjmowaniu do uzbrojenia nowych wzorów broni do momentu wybrania standardowej amunicji.
Europejscy członkowie paktu byli zwolennikami przyjęcia do uzbrojenia naboi .280 Mk1Z (poza EM-2 do strzelania nim przystosowano belgijski karabin FN FAL), Amerykanie uważali, że lepszy będzie nabój karabinowy o większej mocy. Ostatecznie w 1953 USA wymusiły przyjęcie do uzbrojenia amerykańskiej amunicji T65E3 standaryzowanej jako 7,62 × 51 mm NATO.
Nowa natowska amunicja okazała się zbyt silna, by można było do niej łatwo przeprojektować karabin EM-2. Dlatego program tego karabinu zamknięto, a do uzbrojenia przyjęto w karabin samopowtarzalny L1A1 SLR (licencyjny FN FAL w wersji 50-00).

## Opis techniczny
Karabin EM-2 był bronią samoczynno-samopowtarzalną zbudowaną w układzie bullpup. Automatyka broni działała na zasadzie odprowadzania gazów prochowych, tłok gazowy o długim skoku, zamek ryglowany ryglami rozchylanymi. Broń strzelała z zamka zamkniętego. Mechanizm spustowy z możliwością strzelania ogniem pojedynczym i seriami (przełącznik rodzaju ognia ma postać kołka umieszczonego nad chwytem pistoletowym). Dźwignia bezpiecznika wewnątrz kabłąka spustowego, przed spustem. Zasilanie z pudełkowych magazynków o pojemności 20 naboi. Zasadniczym przyrządem celowniczym był celownik optyczny umieszczony w chwycie do przenoszenia broni. W razie jego awarii stosowano przeziernik umieszczony po lewej stronie chwytu do przenoszenia i muszkę umieszczoną na składanej podstawie.